# Mukinbudin
Mukinbudin är en ort i Australien. Den ligger i kommunen Mukinbudin och delstaten Western Australia, omkring 250 kilometer nordost om delstatshuvudstaden Perth.
Trakten runt Mukinbudin är nära nog obefolkad, med mindre än två invånare per kvadratkilometer.. Mukinbudin är det största samhället i trakten. 
Trakten runt Mukinbudin består till största delen av jordbruksmark. Genomsnittlig årsnederbörd är 362 millimeter. Den regnigaste månaden är juli, med i genomsnitt 50 mm nederbörd, och den torraste är december, med 9 mm nederbörd.